# Ley de Déficit Cero
La Ley 25.453 o Ley de Déficit Cero (LDC) fue una ley argentina aprobada por el Senado el 30 de julio de 2001 y promulgada el 31 de julio, impulsada por el gobierno de Fernando de la Rúa.
Establecía que el gasto público no podía superar la recaudación. Si ese fuera el caso, todos los gastos debían reducirse de manera proporcional, incluyendo partidas como las jubilaciones y los salarios.
Finalmente, tras la salida de la convertibilidad, en el año 2002, la Corte Suprema de Justicia declararía inconstitucional la ley de Déficit Cero.

## Contexto histórico y resultados
El contexto en la que la Argentina se encontraba cuando fue sancionada la LDC, era de una gran deuda externa y con la imposibilidad de seguir con la paridad de 1 dólar, 1 peso. La LDC fue el octavo intento de la Alianza de equilibrar las cuentas públicas, puesto que con anterioridad había aplicado ya 7 recortes presupuestarios en nada más que dos años de mandato.
Al momento de sancionada la LDC el riesgo país fluctuaba en la zona de los 1.500 puntos. A los cuatro meses de sancionada la ley, el riesgo país se había duplicado y superaba los 3.000 puntos.
Además el déficit fiscal no pudo controlarse y en el 2001 llegó a 16.500 millones de dólares, alcanzando un déficit mayor que el del año 2000, representando en 2001, un déficit de -5,52% del PBI y en 2000 de -3,52%.